# Villa Bonocore
Villa Bonocore è una villa settecentesca di San Giorgio a Cremano nella città metropolitana di Napoli; fa parte del cosiddetto Miglio d'oro.
Si trova in via Alessandro Manzoni e prende il nome dalla famiglia Bonocore che ne acquistò la struttura e la tenuta circostante dalla famiglia Rano.
L'edificio si presenta in forma di una masseria rurale, con una costruzione di pianta rettangolare in tufo, trasformata in villa di delizie con l'inserimento di due terrazze poste alle estremità.
In base alla Mappa del Duca di Noja, l'ingresso originario della villa si apriva su via Alveo San Michele, la strada che oggi collega la parte bassa di San Giorgio a Cremano con quella alta e che allora era detta anche "strada che porta ai Catini". Un'esedra su questa via ospitava il portale di ingresso alla tenuta, adiacente alla cappella gentilizia dedicata a san Michele Arcangelo.
Dall'ingresso un lungo viale attraversava la tenuta e portava ad una grande corte rustica, in cui si doveva svolgere l'attività agricola.
L'edificio è posto ad un livello inferiore rispetto a quello della strada principale.

## Cappella di San Michele Arcangelo
La cappella venne restaurata dai Bonocore dopo l'acquisto della tenuta, insieme ad un dipinto attribuito al Corriase.
La cappella conserva lo stemma gentilizio dei Rano e un campanile a vela con tracce del rivestimento in stucco a finto mattone rosso.